# Cmentarz wojenny nr 311 – Nowy Wiśnicz
Cmentarz wojenny nr 311 Nowy Wiśnicz – zabytkowy cmentarz z I wojny światowej znajdujący się w miejscowości Nowy Wiśnicz w województwie małopolskim, w powiecie bocheńskim, w gminie Nowy Wiśnicz. Jest jednym z 400 zachodniogalicyjskich cmentarzy wojennych zbudowanych przez Oddział Grobów Wojennych C. i K. Komendantury Wojskowej w Krakowie. Z tej liczby w okręgu bocheńskim cmentarzy jest 46. 

## Historia
Pochowano tutaj żołnierzy armii rosyjskiej i austriacko-węgierskiej, którzy zginęli w walkach na okolicznych terenach w grudniu 1914 w czasie operacji limanowsko-łapanowskiej, oraz w szpitalach polowych. Rosjanie zajęli Rajbrot i okoliczne tereny już 11 listopada 1914. Ówcześni komentatorzy piszą: 

Zjawiają się Moskale, którzy jak mrowie zajmują na kwatery wszystkie niemal domy.

Szykowali się do zdobycia fortyfikacji Krakowa. Bitwa ta zakończyła się zwycięstwem wojsk austriackich, którzy zahamowali rosyjską ofensywę w kierunku Krakowa i Śląska.
Na cmentarzu w Nowym Wiśniczu pochowano łącznie 191 żołnierzy w 4 grobach pojedynczych i 20 zbiorowych:
- 51 żołnierzy austro-węgierskich z 11 pułku piechoty, 25 pułku piechoty landwery, 33 pułku strzelców, 3 oddziału sanitarnego,
- 140 rosyjskich.

W tej liczbie niezidentyfikowanych jest 186 żołnierzy.

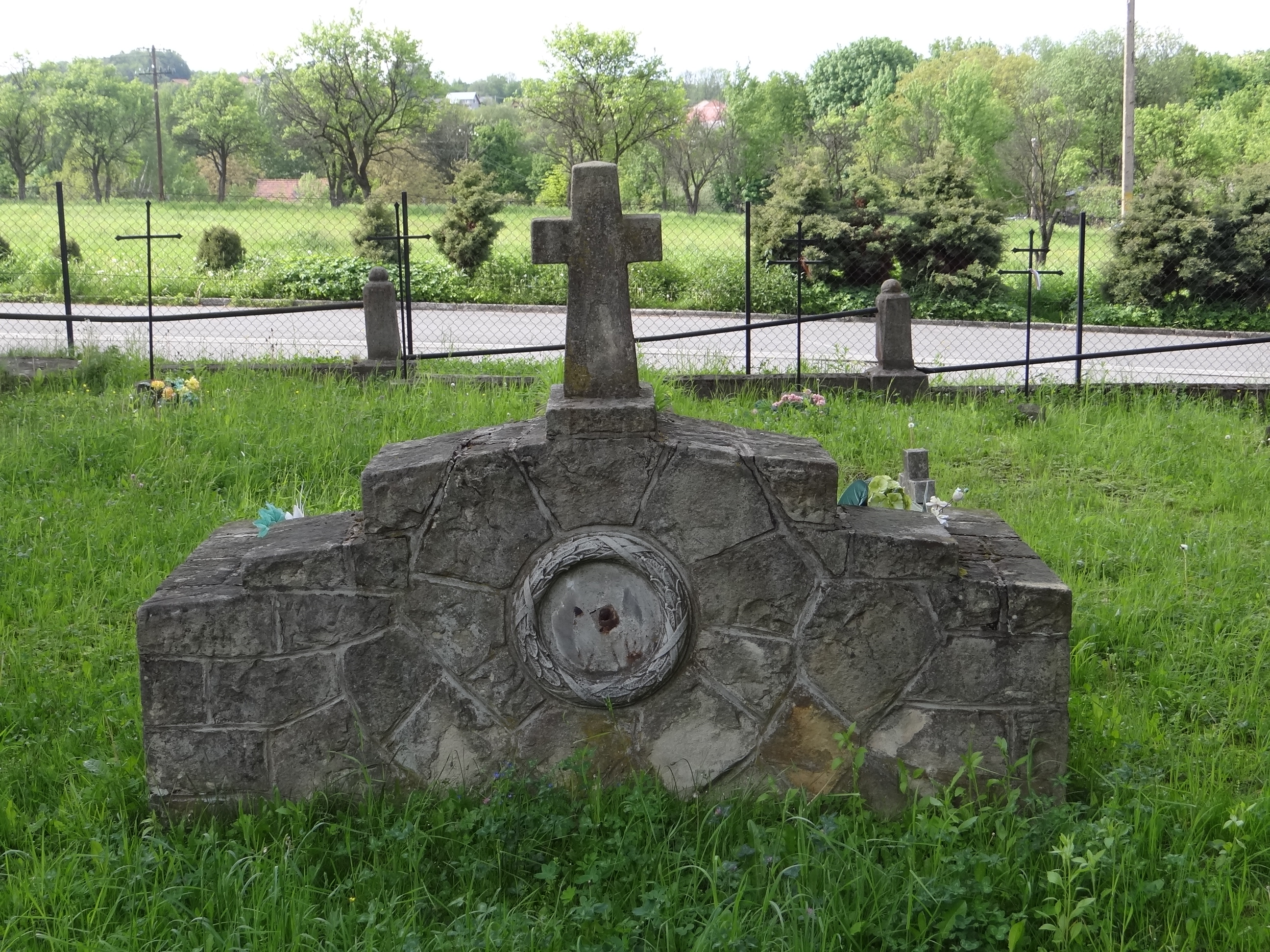
Centralny pomnik na górnej kwaterze

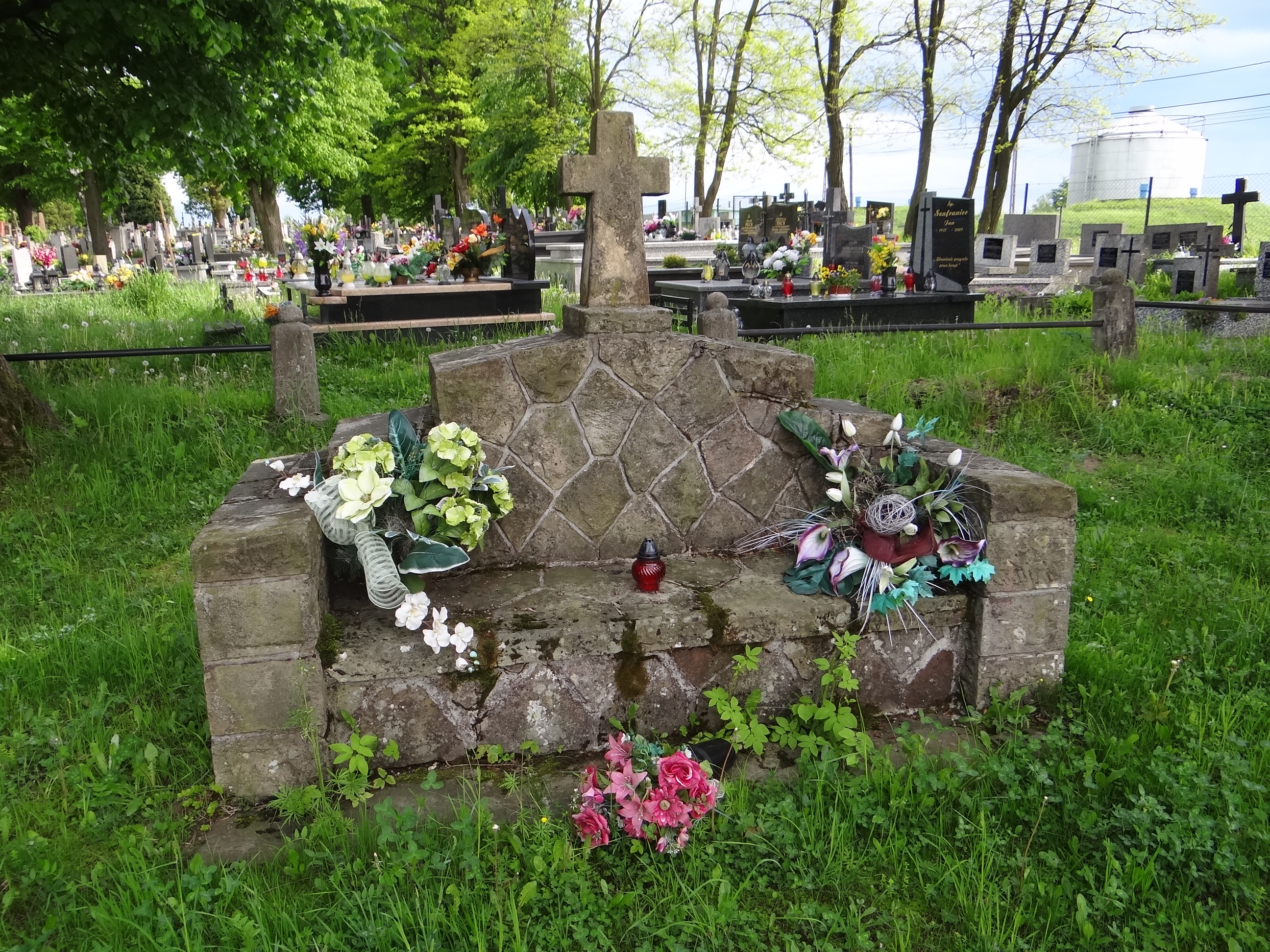

## Położenie
Cmentarz znajduje się na cmentarzu komunalnym w Nowym Wiśniczu, w odległości około 700 m od skrzyżowania dróg w centrum Nowego Wiśnicza. Jest to na niewielkim wzniesieniu, po lewej stronie drogi nr 965 z Nowego Wiśnicza do Bochni.

## Opis cmentarza
Składa się z dwóch kwater. Pierwsza (dolna) znajduje się tuż przy głównej bramie wejściowej na cmentarz, druga (górna) w jego północnym rogu. Ogrodzenie obydwu składa się z betonowych słupków na niskiej betonowej podmurówce, a pomiędzy słupkami znajdują się dwie stalowe rury. Centralny element ozdobny znajduje się tylko na górnej kwaterze. Jest to betonowa, niska ściana pomnikowa zwieńczona betonowym krzyżem łacińskim. Znajduje się na niej ozdobny ornament w postaci wieńca liści laurowych. Dawniej w środku wieńca istniał żeliwny krzyż. Na obydwu kwaterach istnieją betonowe nagrobki zwieńczone czterema rodzajami krzyży:
- na nagrobkach żołnierzy rosyjskich większe, ażurowe i żeliwne krzyże lotaryńskie z motywem liścia lipy,
- na nagrobkach żołnierzy austriackich większe, ażurowe i żeliwne krzyże łacińskie. Na złączeniu belek posiadają krzyż maltański
- mniejsze krzyże lotaryńskie ze stalowych płaskowników,
- mniejsze krzyże łacińskie ze stalowych płaskowników.

Na górnej kwaterze znajduje się jeszcze nagrobek podoficera żandarmerii niemieckiej zmarłego w 1944 na atak serca, a na zewnątrz, tuż przy ogrodzeniu postawiono wysoki betonowy obelisk upamiętniający żołnierzy radzieckich poległych w czasie II wojny światowej.